# ZNS – Hannelore Kohl Stiftung

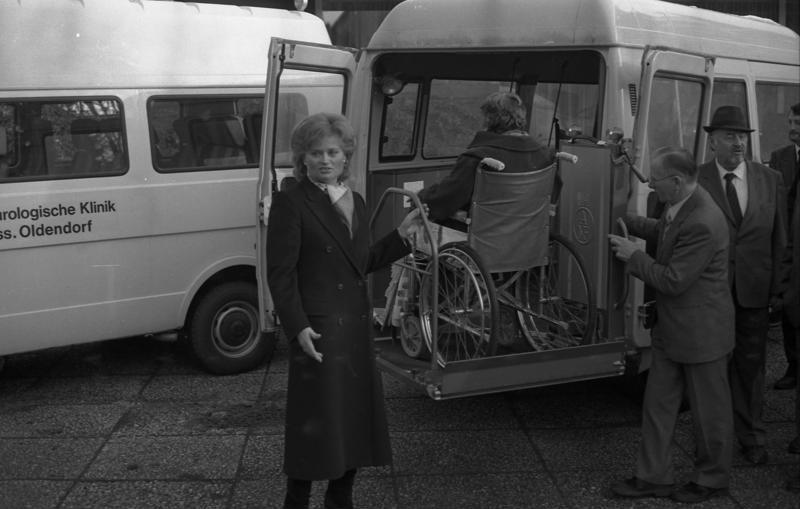
Hannelore Kohl, Präsidentin des Kuratoriums ZNS für Unfallverletzte mit Schäden des zentralen Nervensystems e. V., übergibt zwei rollstuhlfahrgerechte Kleinbusse (1985)

Die ZNS – Hannelore Kohl Stiftung ist eine Fusion verschiedener Vorgängerorganisationen.
Unter dem Namen KURATORIUM ZNS gründete Hannelore Kohl 1983 gemeinsam mit dem BDH Bundesverband Rehabilitation die Hilfsorganisation für Unfallopfer mit Verletzungen des Zentralen Nervensystems. Aufgaben waren laut Satzung:
- a) Aufzeigen von Möglichkeiten der Rehabilitationsmaßnahmen und Einrichtungen im medizinischen, beruflichen und gesellschaftlichen Bereich für Unfallverletzte mit Schäden des zentralen Nervensystems durch Schriften, Vorträge und Veranstaltungen einschließlich Aufklärung der Bevölkerung über Unfallverhütungsmaßnahmen.
- b) Materielle Unterstützung von Einrichtungen zur Rehabilitation.

Zehn Jahre später wurde von ihr die Hannelore-Kohl-Stiftung ins Leben gerufen. Im Jahre 2005 wurden beide Organisationen unter dem Namen ZNS – Hannelore Kohl Stiftung für Verletzte mit Schäden des Zentralen Nervensystems als rechtlich selbstständige Stiftung zusammengeführt. Von Dezember 2011 bis November 2017 war Kristina Schröder Präsidentin der ZNS – Hannelore Kohl Stiftung. Ihr Nachfolger ist Adel Tawil. Vorstandsvorsitzender ist seit 2008 Joachim Breuer.
Bisher konnten mehr als 29 Millionen Euro aus Spendenmitteln für rund 600 Projekte an Kliniken, Institutionen und Rehabilitationseinrichtungen in Deutschland weitergegeben werden. Die Stiftung trägt das Spendensiegel der Initiative Transparente Zivilgesellschaft (ITZ). Sie wurde in einer Untersuchung der Stiftung Warentest zu Spendenorganisationen vom November 2014 wegen ihrer hohen Transparenz und strengen Anforderungen zur Qualitätssicherung der Projekte positiv erwähnt.
Hauptaufgaben und Ziele der Stiftung sind:
- die individuelle und unabhängige Beratung schädelhirnverletzter Menschen und deren Familien durch Information, sozialrechtliche Auskünfte sowie die Vermittlung von Reha-Plätzen,
- die Förderung von gemeinnützigen Reha-Einrichtungen beispielsweise durch die Ausstattung von Therapieplätzen, die Bereitstellung medizinischer Geräte, Hilfsmittel etc.,
- die Förderung von Forschungsprojekten auf dem Gebiet der Neurowissenschaften und die Vergabe des mit 10.000 Euro dotierten Hannelore Kohl-Förderpreises für Nachwuchswissenschaftler,
- die gezielte Aufklärungsarbeit über Unfallursachen und Unfallrisiken.

Die ZNS – Hannelore Kohl Stiftung versteht sich als Sprachrohr der jährlich 270.000 Menschen in Deutschland, die eine Schädelhirnverletzung erleiden. Die Hälfte von ihnen ist jünger als 25 Jahre und 35.000 von ihnen sind jünger als fünf Jahre.
Die ZNS – Hannelore Kohl Stiftung finanziert ihre Aktivitäten ausschließlich aus Spenden und freiwilligen Zuwendungen. Sie erhält keine öffentlichen Mittel.
Am 1. Juli 2009 kündigte Altbundeskanzler Helmut Kohl an, alle Ämter in der Stiftung niederzulegen und forderte zunächst, den Stiftungsnamen seiner verstorbenen Ehefrau nicht fortzuführen. Er begründete seinen Rückzug mit einer „unfreundlichen Übernahme“ der Stiftung durch Personen, die in keiner Beziehung zu seiner verstorbenen Frau standen. Laut Medienberichten zielte dies auf die damalige Präsidentin Ute-Henriette Ohoven.
Nach dem Ausscheiden von Helmut Kohl unterstützen die Söhne von Stiftungsgründerin Hannelore Kohl und Helmut Kohl die weitere Entwicklung der Stiftung. Sie wurden im Juli 2009 ins Kuratorium gewählt. Sie führen damit die enge Verbundenheit der Familie Kohl mit der Stiftung fort. Peter Kohl und Walter Kohl freuen sich über die Möglichkeit, „gemeinsam mit den Verantwortlichen der Stiftung die Zukunft des Lebenswerkes unserer Mutter zu gestalten. Unsere Mutter hatte im Aufbau ihrer Stiftung und in ihrer ganz konkreten Arbeit für Menschen mit Schäden am zentralen Nervensystem eine wichtige Aufgabe für sich gefunden. Wir wissen, wie wichtig diese Arbeit für sie war. Deshalb ist es uns eine Freude als Mitglieder des Kuratoriums das Werk unserer Mutter in der nächsten Generation weiter zu begleiten“ Ute-Henriette Ohoven wurde 2010 Ehrenpräsidentin der Stiftung.  2022 ist nur noch Peter Kohl im Kuratorium vertreten.

## Präsidium
| 1983 (Gründung) – Juli 2001   | Hannelore Kohl       |
| 2002 – November 2011          | Ute-Henriette Ohoven |
| Dezember 2011 – November 2017 | Kristina Schröder    |
| seit Dezember 2017            | Adel Tawil           |